# Pantelejmon (Kutowoj)
Pantelejmon, imię świeckie Nikołaj Kutowoj (ur. 14 grudnia 1955 w Gribanach) – biskup Rosyjskiego Kościoła Prawosławnego.

## Życiorys
Ukończył technikum rolnicze, po czym podjął pracę zawodową, równocześnie studiując zaocznie w Instytucie Rolniczym w Kubaniu. W 1980 wstąpił do seminarium duchownego w Leningradzie; po siedmiu latach i ukończeniu nauki w nim podjął wyższe studia teologiczne w Lenigradzkiej Akademii Duchownej. Uzyskał dyplom kandydata nauk teologicznych w 1993. Wcześniej, w 1985, przyjął święcenia kapłańskie, zaś w roku następnym został proboszczem parafii Trójcy Świętej we Wiaźmie oraz dziekanem dekanatu wiaziemskiego. W 1987 złożył wieczyste śluby mnisze; rok później został igumenem. W 1989 przeniesiony na stanowisko proboszcza parafii Ikony Matki Bożej „Wszystkich Strapionych Radość” w Diesnogorsku. Po dwóch latach został proboszczem parafii św. Mikołaja w Królewcu. W 1993 podniesiony do godności archimandryty.
2 maja 1993 w soborze Zaśnięcia Matki Bożej w Smoleńsku miała miejsce jego chirotonia na biskupa pomocniczego eparchii smoleńskiej i kaliningradzkiej z tytułem biskupa bałtyjskiego. Od 28 grudnia 2000 był biskupem majkopskim i adygejskim. 27 maja 2009 Święty Synod Rosyjskiego Kościoła Prawosławnego wyznaczył go do objęcia katedry orłowskiej i liwieńskiej z godnością arcybiskupa.
W 2011 przeniesiony na katedrę krasnojarską i aczyńską. W tym samym roku otrzymał godność metropolity w związku z powstaniem metropolii krasnojarskiej.
W 2025 r. odszedł w stan spoczynku.